# MG08重機槍
MG08重機槍（德語：Maschinengewehr 08，也稱MG08，Maschinengewehr意為機槍）由海勒姆·馬克沁1884年開發的馬克沁機槍發展而來。是德軍在一戰中使用最廣泛的一種重機槍，由於初期在施潘道（Spandau）生產，故又名施潘道機槍，它還發展出了MG08/15、MG08/18等衍生型號，20世紀30年代中華民國在它的基礎上開發出了二四式重機槍。
由於MG34的產量不足，德軍在二戰中依然在阵地战中使用MG08重機槍。虽然MG08使用帆布弹链易受雨雪水影响且重复使用次数有限，但其水冷原理和可靠的结构使其可无间断地连续发射上千枚弹药，这方面优于气冷的MG34/42。

## 歷史
1892年，一家名為Ludwig Loewe的公司跟馬克沁簽訂了為期7年的生產合同，以生產馬克沁機槍。1899年合約到期後德意志武器與彈藥公司（Deutsche Waffen und Munitionsfabrik （DWM）公司繼續為德國軍隊生產這種機槍並命名為MG99，它和同時期其它馬克沁機槍的主要差別在於槍架不同。兩年後MG99的黃銅冷卻水套筒被換做更經濟的鋼製並被稱為MG01，在MG01的基礎上最終誕生了MG08。
MG08作為壕溝戰重機槍用於第一次世界大戰，一戰開始的時候德軍每個步兵團配備一個裝備6挺MG08的機槍連，每個連有4名軍官、10名士官和83名士兵，1915年給每個團增加了第二個機槍連，到1916年又增加了第三個並將機槍連分別配備給每個營，1917年春每個連的機槍數增長到9挺，很快又進一步增加到12挺，戰爭末期，每個機槍連有4名軍官、7名士官、113名士兵，同時，使用機槍的戰術也發生了改變，由原先每挺機槍單獨提供正面火力變為多挺機槍相互配合組成火力屏障。1916年7月1日，德軍在索姆河戰役中依靠MG08機槍造成英軍五萬七千人伤亡，由於對MG08屠殺協約國士兵記憶猶新，凡爾賽條約對一次大戰後德軍的機槍數作了限制。规定德國可保留1926挺（792挺MG08和1134挺MG08/15），其餘都要交給戰勝的協約國，此規定後來增加至2336挺（861挺MG08和1475挺MG08/15）以應付德國國內治安混亂，但德國人把更多机枪以報廢為理由收藏起來，因此在第二次世界大戰當中仍可以見到。

## 结構
此槍和其他馬克沁重機槍一樣採用後座作用式，即是利用把子彈彈出的後座力去完成退彈殼和重新上彈，供彈系統使用的是帆布製成的不可散式彈鏈。槍口保护罩兼作消焰器，通常還會加裝一個圓形的小護盾以防止流彈、彈片破壞冷卻水套筒。当发射完一发子弹后，枪机仍然处于闭锁状态，枪管同枪机一起后座。枪机使用两个用铰链连接起来的支杆，它们位于枪管节套和枪栓之间，当枪栓位于枪管内时，两个支杆排成直线承受住后座力并将其转移到枪管节套上。整个枪机组件在枪匣内后座，位于枪匣左侧的复进簧因此被拉伸（大多数枪械中复进簧是被压缩）。经过一小段距离的后座后，肘节系统后方的拉机柄撞击到枪匣壁右侧的阻铁，拉机柄因而旋转上升同时放下肘节。开锁后，空弹壳从枪管内排出，枪机端面抓住弹壳的边缘向下滑动，将发射过的弹壳送到枪管下方，同抽取管排在一起。同时，枪机端面抽取一发新子弹并将其送到膛室后方。之后枪机开始复进，弹簧收缩将整个枪机组件向前推，肘节从弯曲状态恢复成直立并向前推动枪栓。此时枪机端面同时抓着待发弹和空弹壳，在闭锁过程的最后阶段，枪机端面抬起，排弹管内的空弹壳被排出。此时如果按住扳机不放，击针就会击中底火，完成一次射击。此槍原本發射尖彈（7.92x57IS），後來為了加強其穿透力而改為發射內藏鋼芯的重尖彈（7.92x57sS）。

## 衍生型

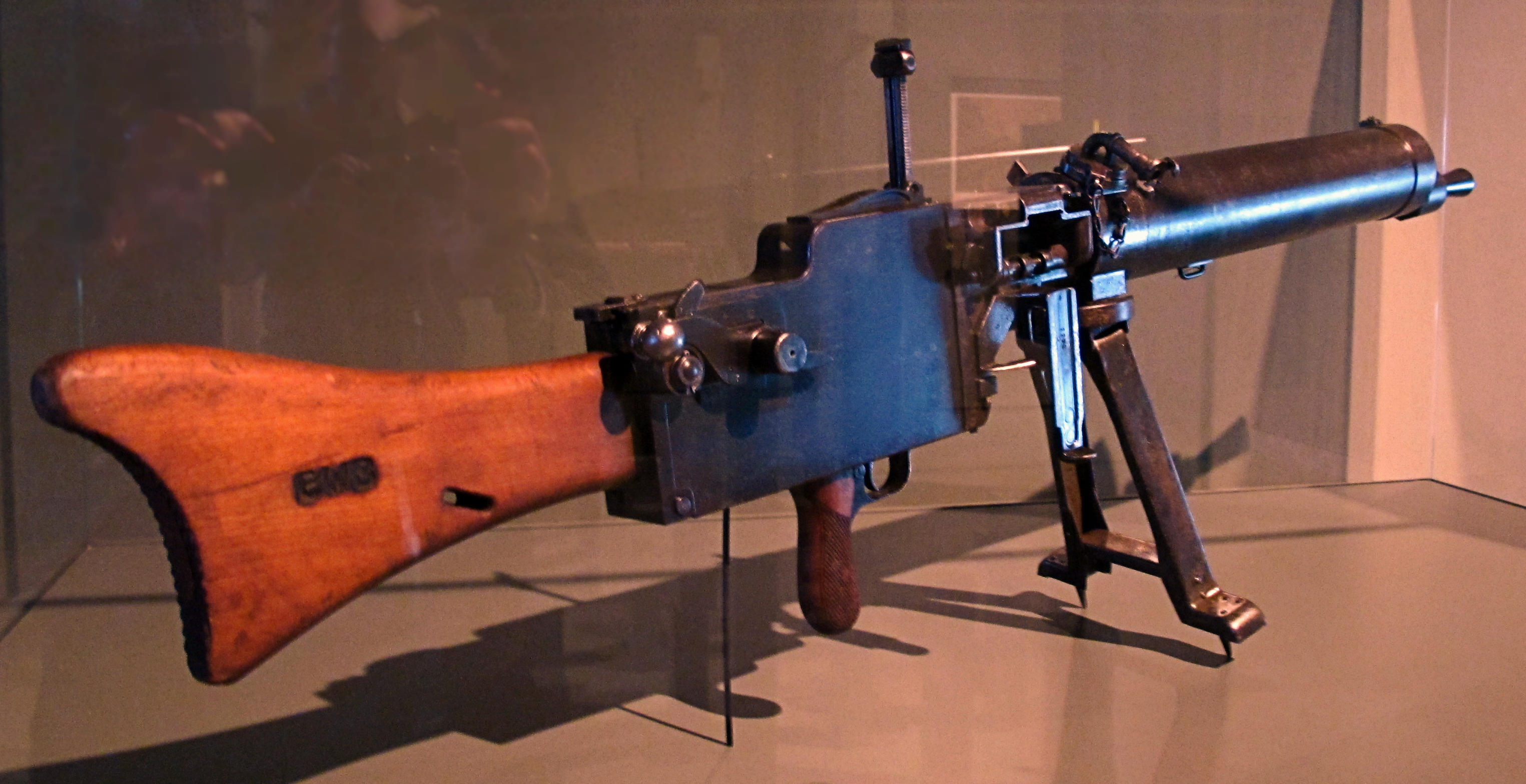
MG08/15輕機槍

为了给士兵提供轻型机枪以作火力支援，德国在1915年成立了一个设计委员会。当时最有竞争力的候选者之一是MG13 Parabellum，然而如果要大量生产这种机枪需要对生产设备做出较大改动，因而委员会决定对MG08进行轻量化。做出的改动包括切短枪匣；将冷却水套筒的直径从125毫米减少到87毫米，水容量也从7品脱减少到5品脱；简化枪口保护罩；枪匣的装甲由4毫米减少到3毫米；加上了槍托和手槍型扳機以及兩腳架；去掉了光学瞄准鏡。MG08/15最初在1916年4、5月间投产，在索姆河战役中开始小规模接受实战考验，它可以使用100或200发的弹链。

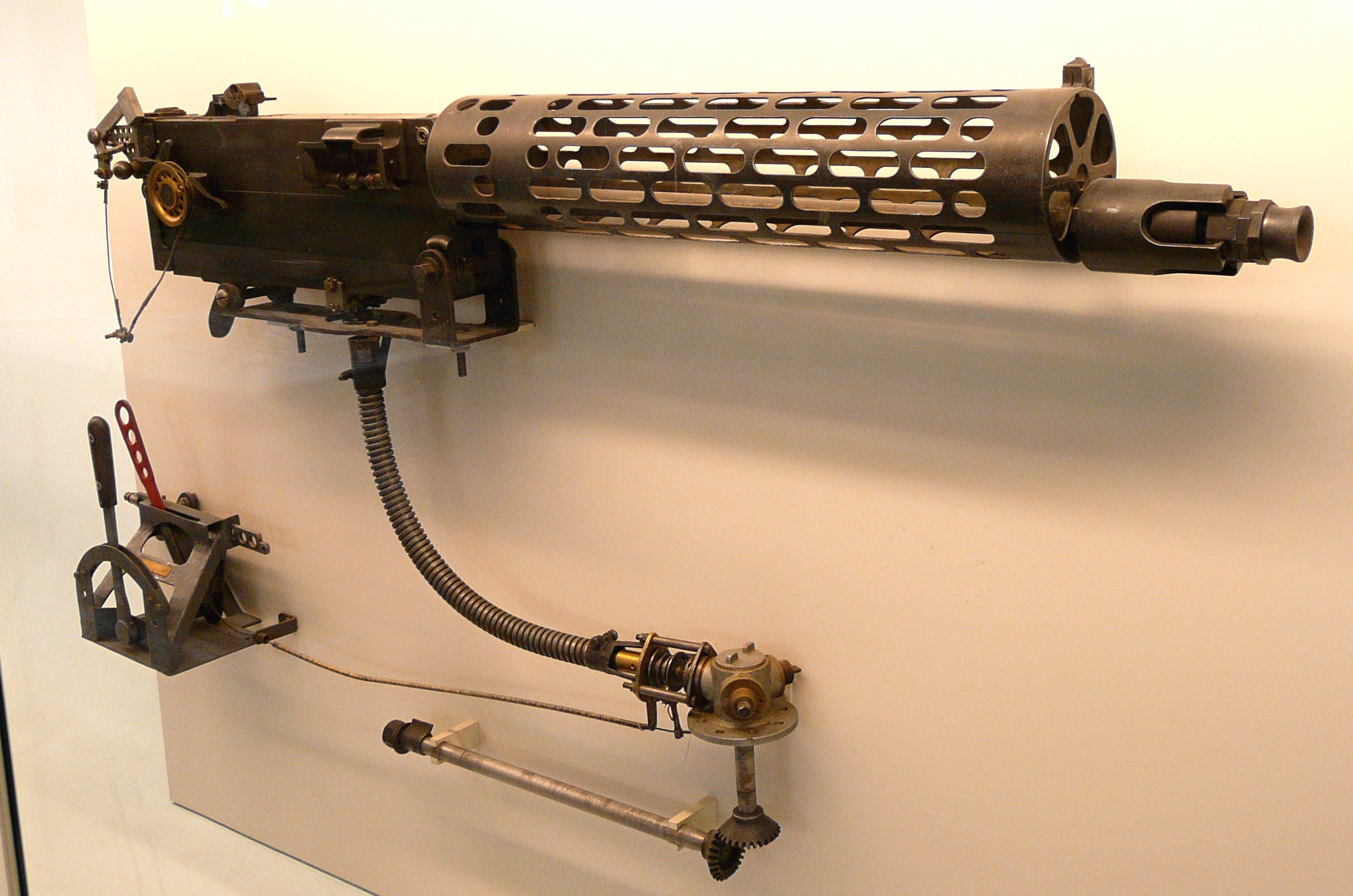
IMG08風冷式機槍

德國空軍也採用IMG08作為戰鬥機用槍，這是一種風冷式重機槍，槍管套是把原本的水冷式槍管套開了很多洞讓風吹過槍管去冷卻，由於害怕子彈會打到螺旋槳故加上了一個射擊同步器，令開火時機和螺旋槳轉動錯開。

## MG08在中國
MG08也有用於中國，中國仿製者被稱為二四式重機槍。

## 使用國家
- 奥匈帝国
- 比利时
- 保加利亞王國
- 中華民國
- 中华人民共和国
- 芬兰
- 德意志帝國
- 納粹德國
- 印度尼西亞
- 立陶宛
- 马来西亚
- 荷蘭
- 挪威
- 奥斯曼帝国[7]
- 波蘭第二共和國
- 罗马尼亚王国
- 苏联：二戰期間大量從德軍手上繳獲使用。
- 土耳其
- 乌克兰
- 越南民主共和国

## 延伸阅读
- Bruce, Robert. . Windrow and Greene Ltd. 1997. ISBN 1-85915-078-0.
- Bull, Stephen. . Oxford: Osprey. 2016. ISBN 978 1 4728 1516 3.
- Goldsmith, Dolf L. . Collector Grade Publications. 1989. ISBN 0-88935-282-8.
- Woodman, Harry. . Albatros Publications Ltd. 1997. ISBN 0-948414-90-1.